# 萊恩 (內布拉斯加州)
萊恩（英語：Lane）是位於美國內布拉斯加州道格拉斯縣的非建制地區。

## 地理
萊恩所處的海拔為高於海平面332米（即1089英呎），而該地所採用的時區為UTC-6，即北美中部时区（CST）。同時該地設有夏令時間，為UTC-6調快一小時，即UTC-5（CDT）。